# Dwór w Karowie (powiat górowski)
Dwór w Karowie – zabytkowy dwór w miejscowości Karów – wsi w Polsce, w województwie dolnośląskim, w powiecie górowskim, w gminie Niechlów.

## Historia
Zabytek wybudowany w XIX w. jest częścią zespołu dworskiego, w skład którego wchodzą jeszcze pozostałości parku.